# Storie minime
Storie minime è un programma televisivo italiano di genere docu-reality, in onda su Rai 3 dal 17 settembre 2019 alle 20:30.

## Il programma
Il programma, che non ha conduzione e si svolge all'esterno, racconta gli eventi che hanno lasciato un segno alle persone che ne sono protagoniste.

## Edizioni
| Edizione | Anno | Inizio            | Fine     |
| -------- | ---- | ----------------- | -------- |
| 1        | 2019 | 17 settembre 2019 | in corso |